# Menzlesmühle
Die Menzlesmühle, historisch Cronmühle, ist ein Wohnplatz der Gemeinde Kaisersbach im baden-württembergischen Rems-Murr-Kreis. Der kleine Ort liegt im Naturpark Schwäbisch-Fränkischer Wald.

## Geographische Lage
Die Einzelsiedlung steht am Zusammenfluss von rechtem Mosbach und linkem Hagbach zur anfangs Schwarze Rot genannten „Kaiserbacher“ Rot. Umliegende Ortschaften sind der Weiler Menzles von Kaisersbach im Norden, der Weiler Hundsberg von Gschwend im Südosten mit der Hundsberger Sägmühle flussabwärts an der Schwarzen Rot sowie der Weiler Cronhütte von Kaisersbach im Südwesten.

## Geschichte
Der Wohnplatz gilt als sehr alt und gehörte einst zum Herrschaftsgebiet der Grafen vom Nibelgau. Später fiel das Gebiet an das Kloster Lorch. Erstmals erwähnt wurde die Menzlesmühle unter dem Namen Cronmühle im Jahre 1305. Der Gmünder Stadtadlige Gernold von Welzheim hatte um 1300 die Cronmühle und Güter in Nibelgau (molendino dicto Cromühl et bonis in Nibelgow) für sich beansprucht. 1305 konnte der Streit mit dem Kloster friedlich beigelegt werden. Vom 14. bis zum 17. Jahrhundert hieß die Mühle nur Cronmühle. Erst im 19. Jahrhundert konnte sich der Name Menzlesmühle endgültig durchsetzen. Bis 1980 war die Mahlmühle mit Wasserkraft und Diesel in Betrieb. 1988 wurde das Wasserrad erneuert. Der Mühlkanal ist nach der Einstellung des Mühlbetriebs verlandet.
Die Menzlesmühle ist eine Station des Mühlenwanderwegs, der 1978 durch Initiative Horst Lässings ausgewiesen wurde.